# Меруело
Меруело (ісп. Meruelo) — муніципалітет в Іспанії, у складі автономної спільноти Кантабрія. Населення — 1652 осіб (2009).
Муніципалітет розташований на відстані близько 340 км на північ від Мадрида, 19 км на схід від Сантандера.
На території муніципалітету розташовані такі населені пункти: Сан-Бартоломе-де-Меруело, Сан-Мамес-де-Меруело, Сан-Мігель-де-Меруело (адміністративний центр).

## Демографія
Динаміка населення (INE ):

## Галерея зображень

Розташування муніципалітету